# Viktor Yosifov
Viktor Yosifov (en bulgare : Виктор Йосифов, né le 16 octobre 1985 à Omurtak) est un joueur bulgare de volley-ball. Il mesure 2,05 m et joue central. Il totalise 16 sélections en équipe de Bulgarie.

## Clubs
| Club                               | De        | À         |
| ---------------------------------- | --------- | --------- |
| Volleyball Klub Tcherno More Varna | 2006-2007 | 2008-2009 |
| M. Roma Volley                     | 2009-2010 | 2010-2011 |
| Pallavolo Modène                   | 2011-2012 | 2011-2012 |
| New Mater Volley Castellana Grotte | 2012-2013 | 2012-2013 |
| VfB Friedrichshafen                | 2013-2014 | ..        |

## Palmarès

### Club
- Championnat d'Allemagne
  - Finaliste : 2014
- Coupe d'Allemagne (1)
  - Vainqueur : 2014

### Distinctions individuelles
- Meilleur contreur du championnat d'Europe 2009